# Ten Years After (альбом)
| Оценки критиков | Оценки критиков |
| Источник        | Оценка          |
| --------------- | --------------- |
| Allmusic        | [ 1 ]           |

Ten Years After (с англ. — «Десять лет спустя») — дебютный студийный альбом британской блюз-рок группы Ten Years After, выпущенный на лейбле Decca в 1967 году.

## Об альбоме
Ten Years After содержит кавер песни Вилли Диксон «Spoonful», которая стала более известной в обработке группы Cream. Половина альбома состоит из чужого материала в отличие от более поздних работ группы, в основном, содержащие песни полностью сочинённые Элвином Ли.

## Список композиций
Слова и музыка всех песен — написаны Элвином Ли, кроме указанных.
| №  | Название                                          | Длительность |
| -- | ------------------------------------------------- | ------------ |
| 1. | «I Want to Know» (Пол Джонс)                      | 2:11         |
| 2. | «I Can't Keep from Crying, Sometimes» (Эл Купер)  | 5:24         |
| 3. | «Adventures of a Young Organ» (Ли / Чик Черчилль) | 2:31         |
| 4. | «Spoonful» (Вилли Диксон)                         | 6:05         |
| 5. | «Losing the Dogs» (Ли / Гас Даджен)               | 3:03         |
| 6. | «Feel It for Me»                                  | 2:40         |
| 7. | «Love Until I Die»                                | 2:06         |
| 8. | «Don't Want You, Woman»                           | 2:37         |
| 9. | «Help Me» (Ральф Басс / Диксон / Алекс Миллер)    | 9:51         |

| №   | Название                                                                           | Длительность |
| --- | ---------------------------------------------------------------------------------- | ------------ |
| 10. | «Portable People»                                                                  | 2:15         |
| 11. | «The Sounds»                                                                       | 4:04         |
| 12. | «Rock Your Mama»                                                                   | 2:53         |
| 13. | «Spider in My Web»                                                                 | 7:15         |
| 14. | «Hold Me Tight»                                                                    | 2:16         |
| 15. | «(At the) Woodchopper's Ball» (концертная версия / автор: Джо Бишоп / Вуди Герман) | 7:40         |

## Участники записи
- Элвин Ли — гитара, вокал
- Лео Лайонс — бас-гитара
- Чик Черчилль — орган
- Рик Ли — ударные